# Alfa-fenilglicina
Alfa-fenilglicina é o aminoácido de fórmula linear C6H5CH(NH2)CO2H e massa molecular 151,16. Seu isômero óptico D é classificado com o número CAS 875-74-1.